# Michel Jalakh
Michel Jalakh OAM (arabisch ميشال جلخ, DMG Mīšāl Ǧalḫ; * 27. August 1966 in Bauchrieh, Gouvernement Libanonberg) ist ein libanesischer maronitischer Ordensgeistlicher, Theologe und Kurienerzbischof.

## Leben
Michel Jalakh trat der Ordensgemeinschaft der Maronitischen Antonianer bei und legte am 15. August 1983 die erste Profess ab. Er studierte Philosophie und Katholische Theologie an der Päpstlichen Universität Heiliger Thomas von Aquin in Rom. Am 21. April 1991 empfing er das Sakrament der Priesterweihe.
Ab 1993 war Jalakh Verwalter der Besitzungen der Maronitischen Antonianer in Rom, bevor er 1999 Generalprokurator seiner Ordensgemeinschaft wurde. Parallel dazu erlangte er 1996 am Conservatorio di Santa Cecilia in Rom ein Diplom im Fach Klavier und 1997 einen Abschluss im Fach kirchliche Immobilienverwaltung. Von Dezember 2000 bis Juli 2008 war er an der Kongregation für die orientalischen Kirchen tätig. Daneben erwarb er am Päpstlichen Orientalischen Institut in Rom 2001 ein Lizenziat im Fach Liturgiewissenschaft und wurde 2008 mit der Arbeit Ecclesiological identity of the Eastern Catholic Churches: Orientalium Ecclesiarum 30 and beyond („Ekklesiologische Identität der katholischen Ostkirchen: Orientalium Ecclesiarum 30 und darüber hinaus“) zum Doktor der Theologie im Fach Ekklesiologie promoviert. Anschließend wirkte Jalakh als Verwalter der Antonine International School in Ajaltoun und als stellvertretender Superior des Klosters St. Johannes der Täufer in Beit Mery. Von 2013 bis 2018 fungierte er als Generalsekretär des Middle East Council of Churches und gehörte der Kommission für die ökumenischen Beziehungen der Versammlung der katholischen Patriarchen und Bischöfe im Libanon an. Darüber hinaus lehrte Jalakh Ekklesiologie an der Universität Antonine in Baabda, deren Rektor er zudem ab 2017 war. Außerdem war er Professor an der Heilig-Geist-Universität Kaslik. Ferner war Jalakh Vorstandsmitglied der International Federation of European Catholic Universities (FUCE) und zeitweise deren Vizepräsident.
Am 15. Februar 2023 bestellte ihn Papst Franziskus zum Sekretär des Dikasteriums für die orientalischen Kirchen, zunächst ohne ihn in den Bischofsrang zu erheben. Erst am 8. März 2024 ernannte ihn Papst Franziskus zudem zum Titularerzbischof von Nisibis dei Maroniti. Der Maronitische Patriarch von Antiochien und des ganzen Orients, Béchara Pierre Kardinal Raï OMM, spendete ihm am 8. Juni desselben Jahres in Bkerke die Bischofsweihe; Mitkonsekratoren waren der Präfekt des Dikasteriums für die orientalischen Kirchen, Claudio Kardinal Gugerotti, sowie der maronitische Erzbischof von Beirut, Paul Abdel Sater, und der maronitische Erzbischof von Antelien, Antoine Farès Bounajem.
Am 23. Januar 2024 berief ihn der Papst zusätzlich zum Konsultor des Dikasteriums zur Förderung der Einheit der Christen.

## Schriften
- Ecclesiological identity of the Eastern Catholic Churches: Orientalium Ecclesiarum 30 and beyond (= Orientalia Christiana Analecta. Band 297). Pontificio Istituto Orientale, Rom 2014, ISBN 978-88-7210-390-6.
- Refugee Crisis in Europe: Season and out of Season. In: Mogens S. Mogensen (Hrsg.): „Jeg var fremmed, og I tog imod mig“. Flygtningekrisen og kirkens ansvar (= Ny mission. Band 30). Dansk Missionsråd, Frederiksberg 2016, ISBN 978-87-87052-48-1, S. 67–71.